# Yahya Al-Ghassani
Yahya Al-Ghassani (en árabe: يحيى الغساني‎; Sharjah, Emiratos Árabes Unidos, 18 de abril de 1998) es un futbolista de los Emiratos Árabes Unidos que juega en la posición de extremo con el Shabab Al Ahli de la UAE Pro League.

## Carrera

### Club
| Periodo   | Club                |
| --------- | ------------------- |
| 2018–2021 | Al Wahda FC         |
| 2021–     | Shabab Al Ahli Club |

### Selección nacional
A nivel sub-23 jugó tres partidos en el Campeonato Sub-23 de la AFC 2020.
El 4 de enero de 2024 Al Ghassani fue convocado para jugar la Copa Asiática 2023, donde anotó en el partido inaugural donde ganaron 3–1 a Hong Kong el 14 de enero de 2024.

## Logros
- UAE Pro League: 2022–23[2]
- UAE President's Cup: 2020–21[2]
- UAE League Cup: 2020–21[2]
- UAE Super Cup: 2018, 2020,[2] 2023[2]